# Натрунний портрет
Натру́нний портре́т — особлива національна галузь портретного жанру в Речі Посполитій, переважно в добу бароко.

## Історія

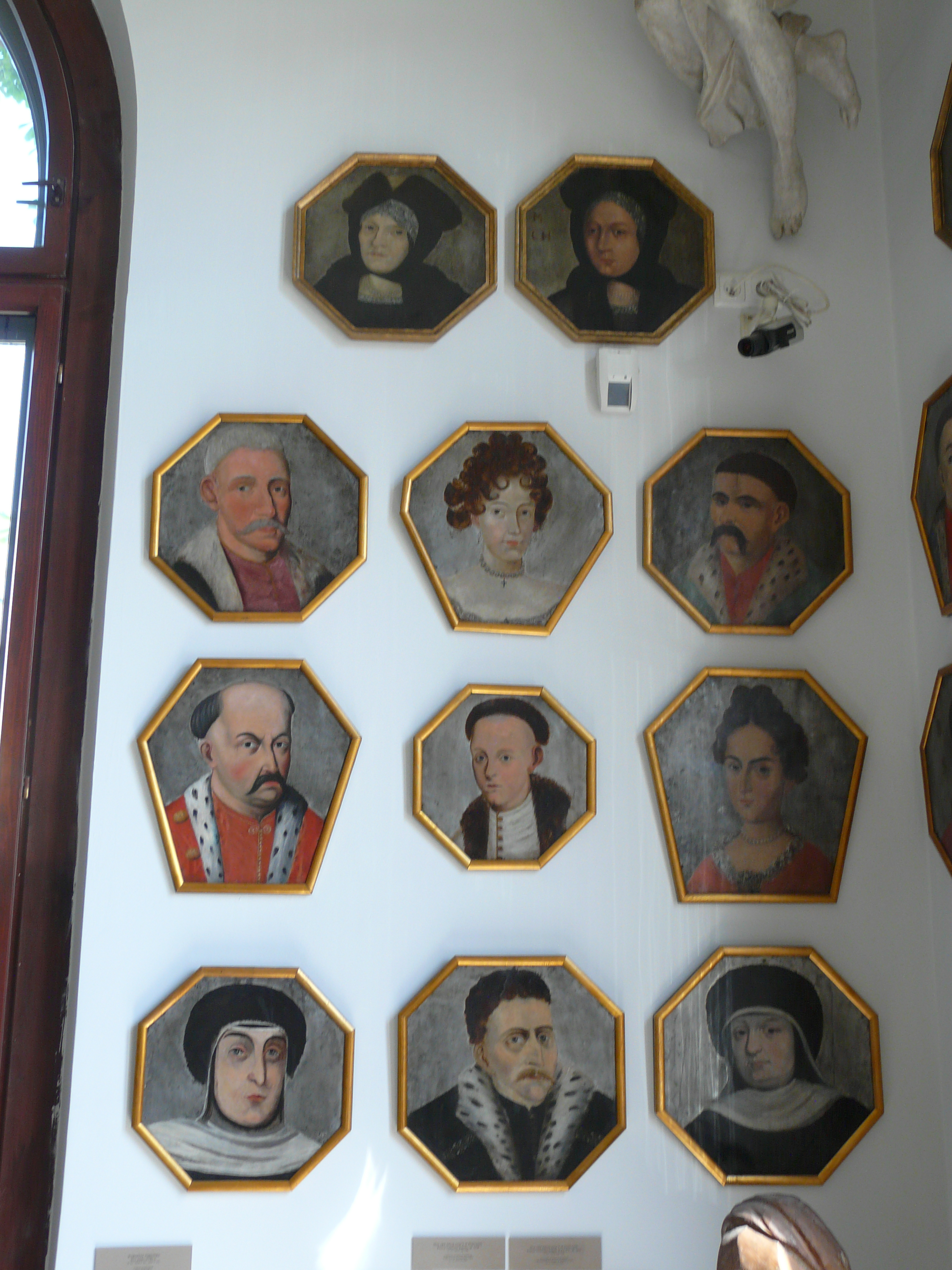

Історію натрунного потрета в землях Речі Посполитої ведуть від доби Відродження — з її зацікавленістю в особі, в її справах і звершеннях за життя, в праві особи на пам'ять нащадків. Натрунний портрет — реалістичне зображення обличчя померлого чи померлої, частина Castrum Doloris (Замку скорботи) — урочистої споруди в костелі під час поховальних церемоній. Торець труни, де розміщали портрет, вплинув на складну форму портрета. На бічних сторонах розміщали герби, на дальному кінці — епітафії. Кріпили портрет з боку голови небіжчика. Лише інколи це не гранчата форма, а овал, круг тощо. Матеріалом для портрета слугували стулки з міді чи олова.
Найбільш давній з натрунних портретів — був створений для поховальної церемонії короля Стефана Баторія 1586 року. По закінченню поховання натрунний портрет кріпили на стіну костела.
Культура труменних портретів була розповсюджена серед усього населення на землях як Речі Посполитої, так і Війська Запорозького. Значна колекція труменних портретів членів Ставропігійського братства з Успенської церкви сьогодні зберігається в Львівському історичному музеї. 
В 2017 році в костелі Св. Трійці в Олиці на Волині були знайдені унікальні металеві натрунні портрети великого канцлера литовського князя Альбрехта Радзивілла та його дружини Кристини Анни Любомирської.

## Галерея

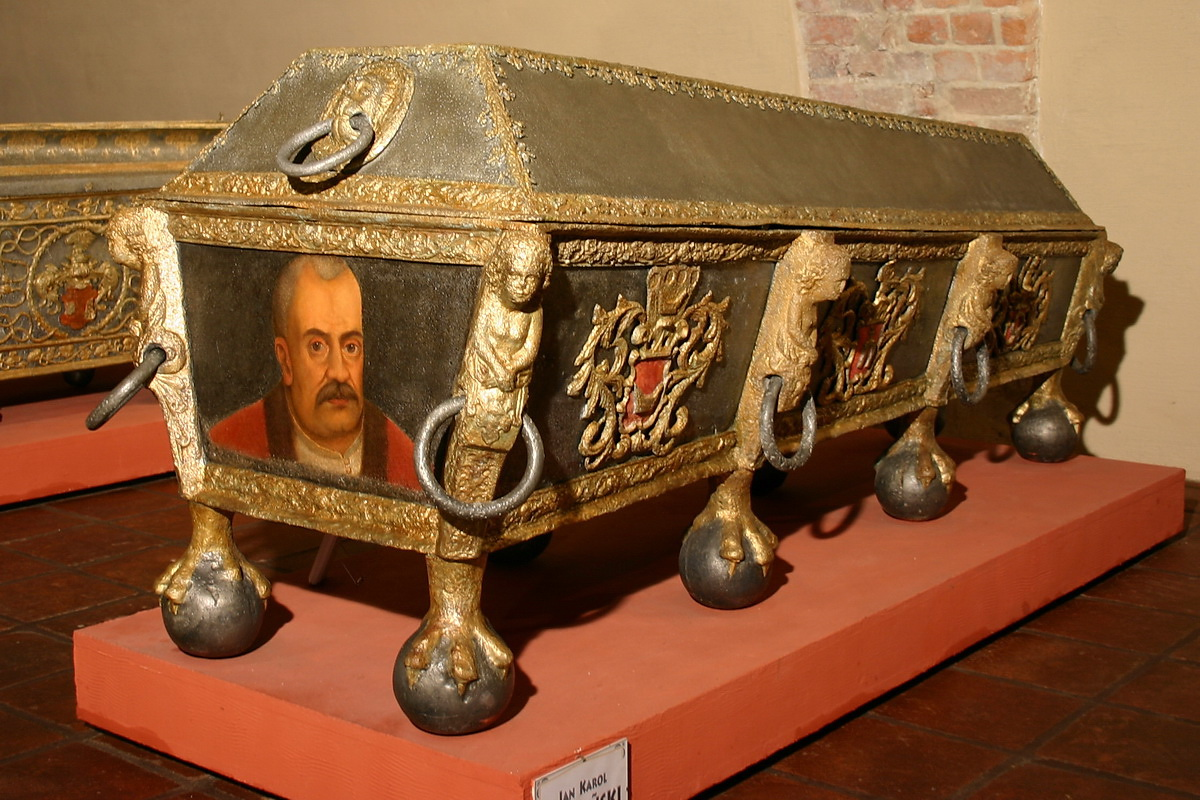
Саркофаг Яна Кароля Опалінського в Серакові
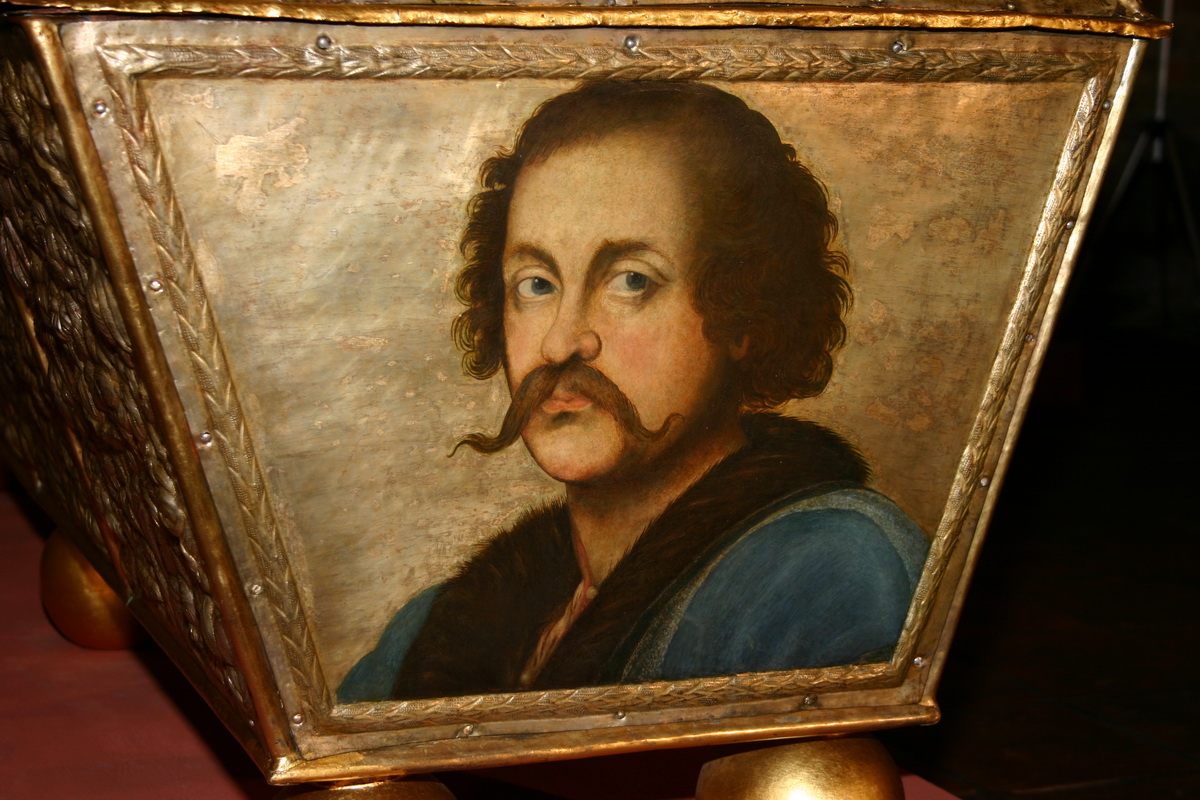
Петро Адам Опалінський.
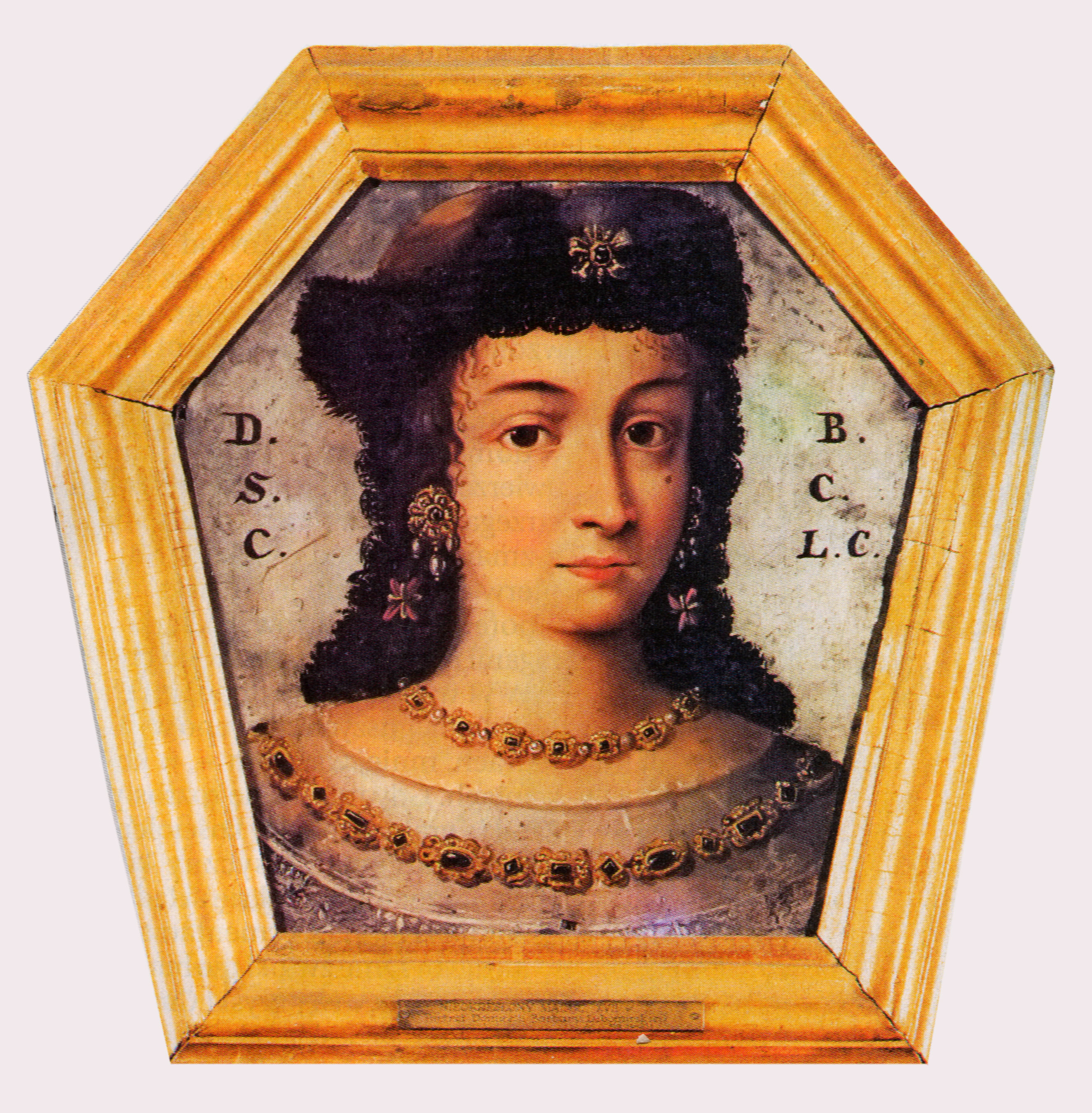
Барбара Доміцела Любомирська, 1676 рік
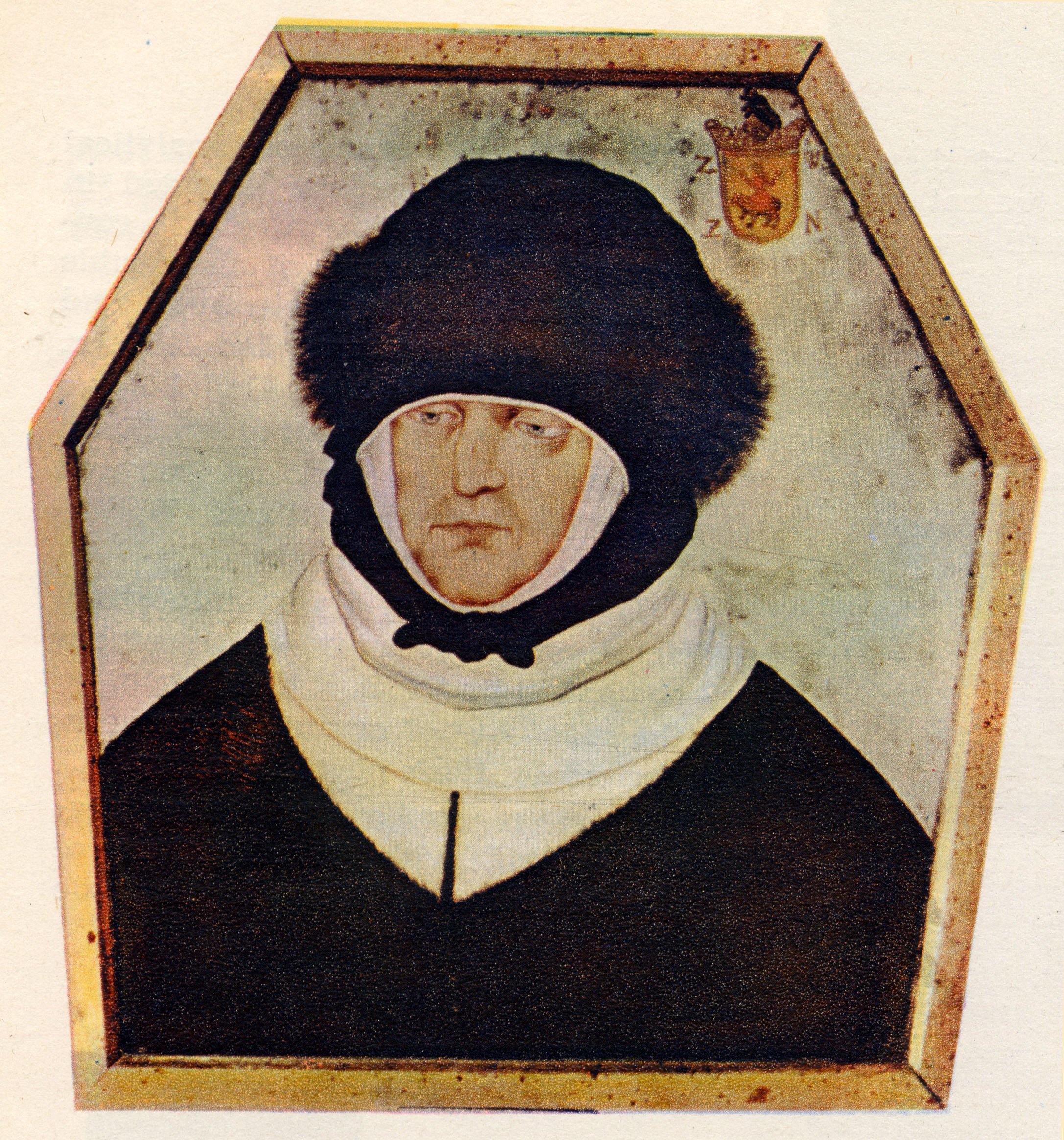
Портрет пані з Равича, 17 століття
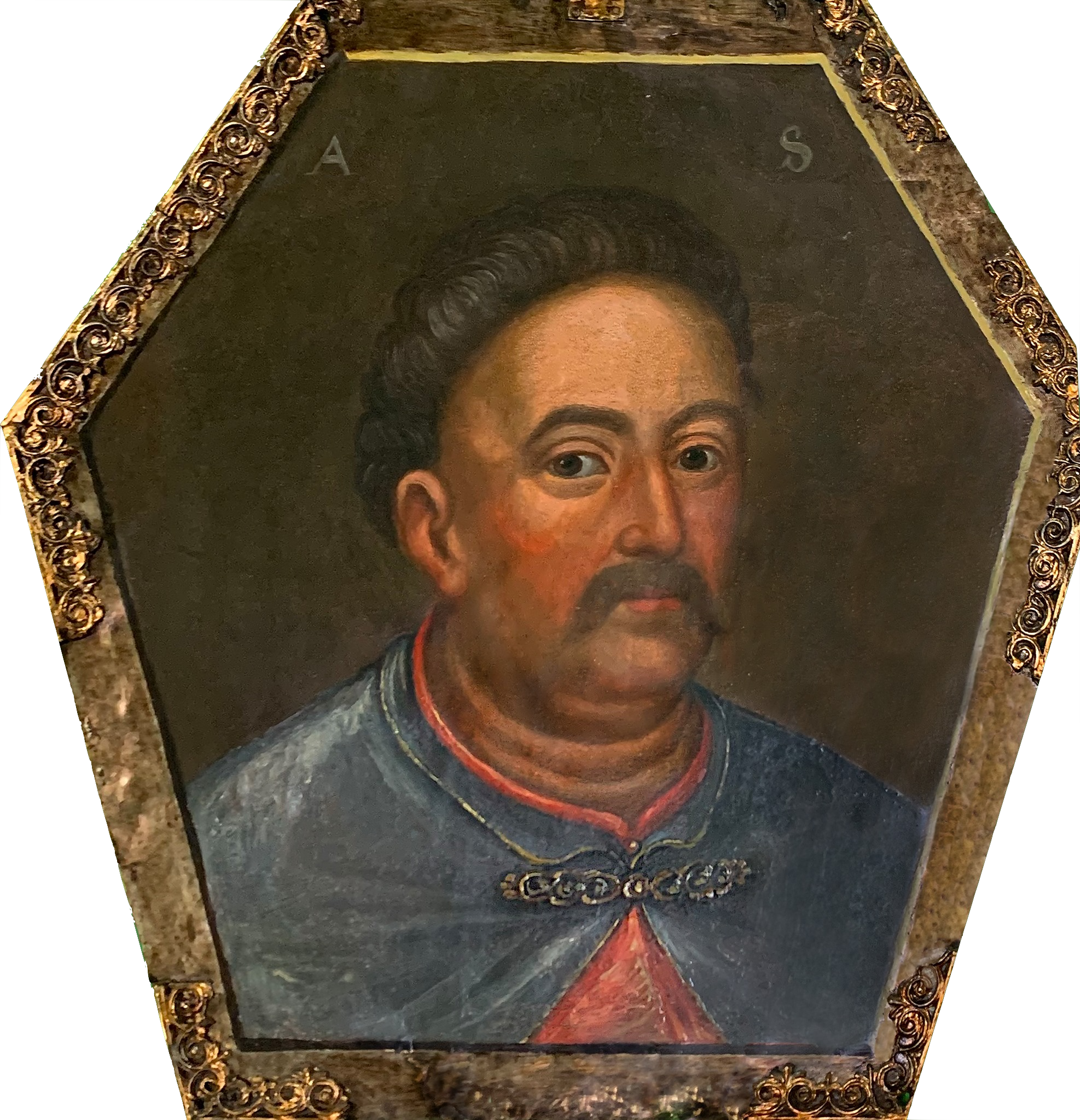
Олександр Свистельницький, 18 століття